# Anfiteatro de Capua

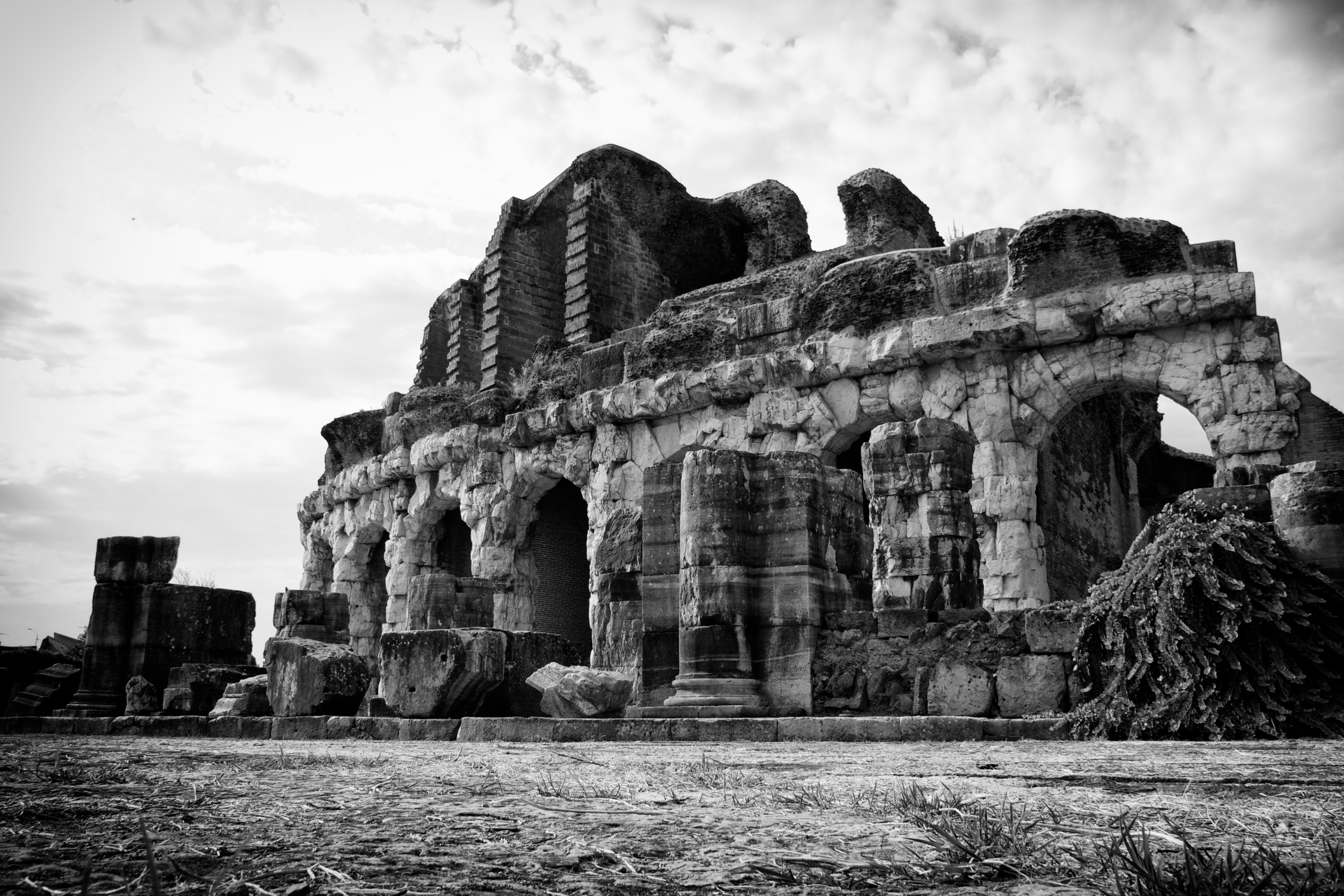
Anfiteatro de Capua.

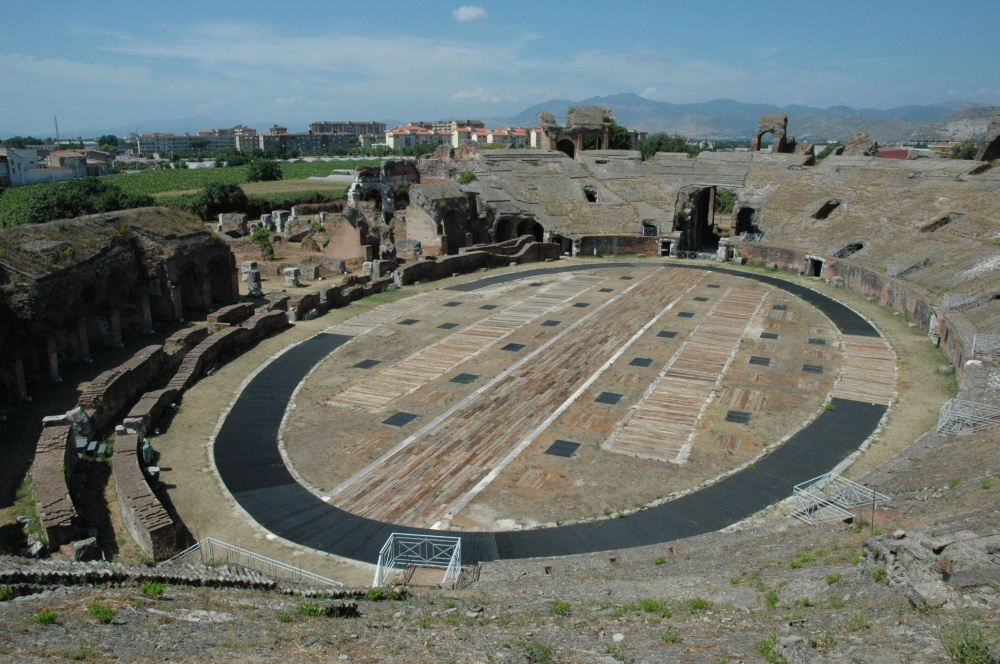
El interior del anfiteatro.

## Primer anfiteatro
Fue el primer anfiteatro del mundo romano. Tras su destrucción, otro anfiteatro fue construido.

## Segundo anfiteatro

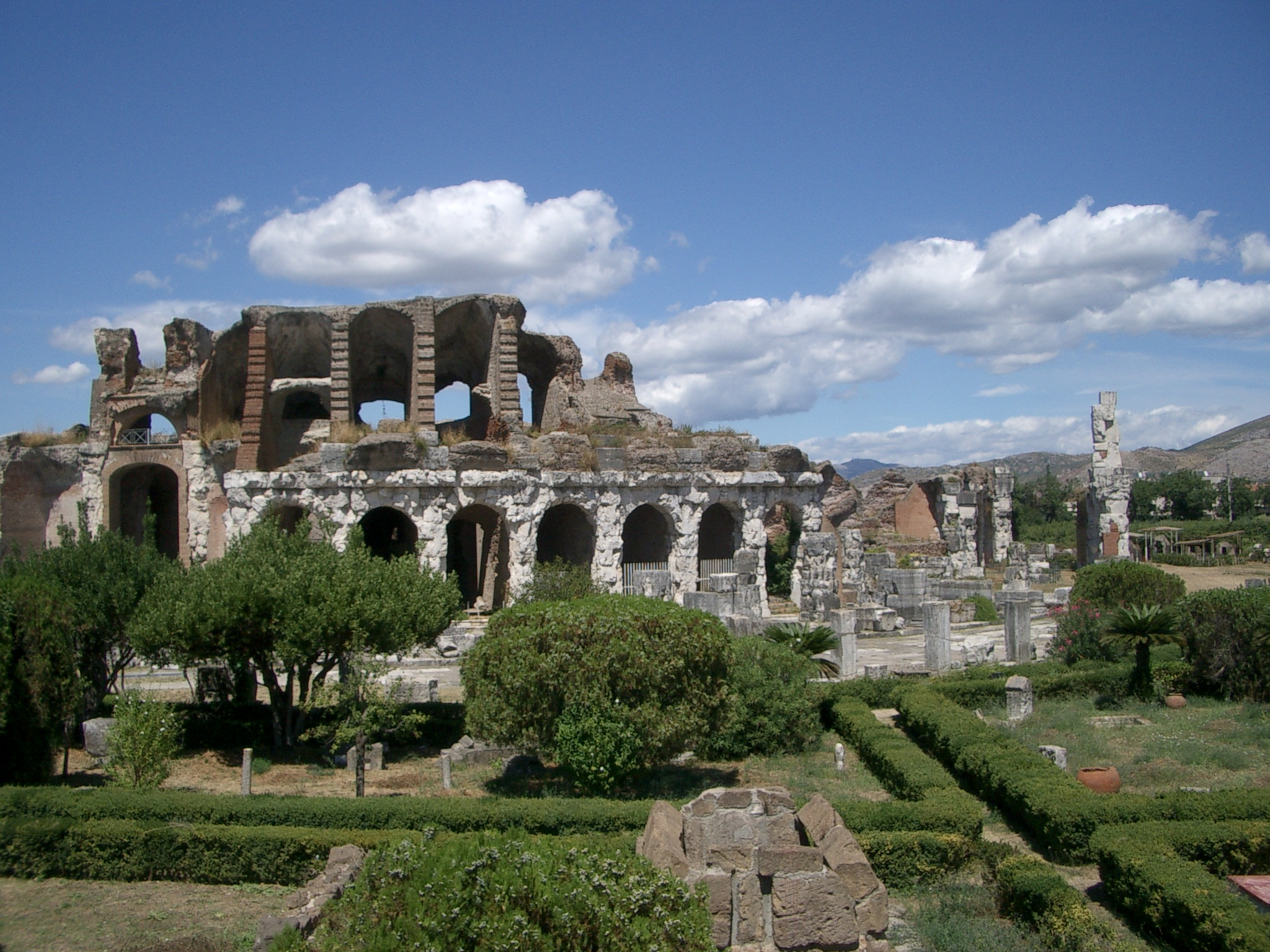
Foto a color del anfiteatro de Capua.

El anfiteatro de Capua, en Italia, en la región de Campania, estaba situado fuera de la ciudad, hacia el norte. Fue edificado durante la época de Augusto en el siglo I, después fue reconstruido por Adriano y consagrado por Antonino Pío, como muestra el grabado de la entrada principal.
Era el segundo anfiteatro más grande del mundo romano, disponiendo de 40.000 plazas, posterior a la época en la que ejerció el famoso gladiador Espartaco.
Tenía 167 m de largo y 137 m de ancho, y era uno de los principales monumentos de Capua. El exterior estaba constituido por 80 arcadas dóricas sobre los cuatro pisos. Las bóvedas estaban adornadas con cabezas de divinidades. Hoy no quedan más que dos pisos. El interior está mejor conservado, y existían corredores subterráneos bajo la arena.